# Juliane Grehn
Juliane Grehn (* 15. Oktober 1947 in Egeln als Juliane Böttcher) ist eine deutsche Ingenieurökonomin und Politikerin (CDU). Sie gehörte dem Präsidium der letzten Volkskammer der DDR an.

## Leben und Beruf
Grehn wuchs in Wismar auf, dort besuchte sie die Grundschule und die Oberschule, die sie mit dem Abitur abschloss. Nach dem Abschluss ihres Studiums als Industrieökonomin an der Technischen Hochschule Wismar war sie an dieser als Mitarbeiterin für Koordinierung tätig.
Grehn ist Mutter zweier Kinder, die aus einer geschiedenen Ehe hervorgingen.

## Politik
Grehn gehörte der CDU an und war dort Mitglied des Kreisvorstands in Wismar. Bei der Volkskammerwahl 1990 zog sie über den Listenplatz 4 der CDU-Liste im Wahlkreis Rostock in die Volkskammer ein. Dort wurde sie von der CDU/DA-Fraktion ins Präsidium des Parlaments berufen. Diesem gehörte sie bis zur Auflösung der Volkskammer zum 2. Oktober 1990 an.
Nach der Wiedervereinigung wurde sie Büroleiterin des Ministerpräsidenten von Mecklenburg-Vorpommern, Alfred Gomolka. Mit dessen Ausscheiden aus dem Amt schied auch Grehn aus dieser Tätigkeit aus.